# Le Masnau-Massuguiès
Le Masnau-Massuguiès är en kommun i departementet Tarn i regionen Occitanien i södra Frankrike. Kommunen ligger i kantonen Vabre som tillhör arrondissementet Castres. År 2022 hade Le Masnau-Massuguiès 253 invånare.

## Befolkningsutveckling
Antalet invånare i kommunen Le Masnau-Massuguiès
| Referens: INSEE |